# Dai Nippon Printing
Dai Nippon Printing (яп. 大日本印刷株式会社 дай ниппон инсацу кабусики-гайся, DNP) — крупная японская типография, основанная в 1876 году. Входит в Nikkei 225. С 1949 года представлена на Токийской фондовой бирже, с 1957 — Осакской.
Задействована в широком спектре печатных процессов, начиная от публикации журналов и заканчивая производством теневых решёток для компьютерных дисплеев, а также выпускает выходные зеркала для ЖК-дисплеев и фоновой подсветки. В компании работает более 35 тыс. сотрудников.

## Подразделения
- Hokkaido Coca-Cola Bottling Co., Ltd.[яп.]
- CHI Group Co., Ltd.[яп.]
- IWI (インテリジェント ウェイブ)
- Bunkyodo Group Holdings Co., Ltd.[яп.]
- DNP Fotolusio Co.,Ltd.[яп.]
- 2Dfacto[яп.]